# Hejnał Iławy
Hejnał Iławy – hejnał miejski Iławy zatwierdzony uchwałą Rady Miejskiej z 29 sierpnia 1996. Jest jednym z symboli tego miasta. Odgrywany jest codziennie na trąbce o godz. 12.00 z wieży ratusza. Skomponowany został w 1995 r. przez Henryka Majewskiego – znanego muzyka jazzowego, jednego z organizatorów festiwalu Złota Tarka odbywającego się corocznie w Iławie.
Odsłuchaj hejnał